# Kehrling Béla
Kehrling Béla (Szepesszombat, 1891. január 25. – Budapest, 1937. április 26.) teniszező, világbajnok asztaliteniszező, jéglabdázó, válogatott labdarúgó. Unokája Kisházi Beatrix asztaliteniszező.

## Pályafutása
Édesapjának Óbudán volt gyára. Az Óbudai Árpád Gimnáziumban 1905-ben a IV. osztály tanulója, 1909-ben érettségizett. 1931-ben az iskola nevezetesebb tanítványai között, mint  tenisz világbajnok van megemlítve.  Az Óbudai TE-ben kezdett sportolni. Fősportágain kívül indult atlétikai és a Tátrában bob versenyeken is.

### Teniszezőként
1911 és 1934 között a MAC teniszezője volt. 1912 és 1933 között a magyar válogatott, 1924 és 1933 között a Davis Kupa-csapat tagja volt. Részt vett az 1912-es stockholmi és az 1924-es párizsi olimpián, de mindkét alkalommal helyezetlenként zárt. 1914-ben nem hivatalos világbajnoki harmadik helyezett lett férfi párosban. 1925-ben és 1926-ban a wimbledoni tenisztornán férfi párosban harmadik lett. 1912 és 1933 között 34 magyar bajnoki címet szerzett.

### Asztaliteniszezőként
1911 és 1934 között a MAC asztaliteniszezője volt. Az 1926-os világbajnokságon csapatban aranyérmes, férfi párosban ezüstérmes lett.

### Labdarúgóként
Az 1910–11-es idényben a 33 FC labdarúgója volt. 1911 és 1915 között a MAC csapatában szerepelt. Tagja volt az 1911–12-es, és 1912–13-as idényben bajnoki negyedik helyezést elért csapatnak. A magyar labdarúgó válogatottban négy alkalommal szerepelt 1914 és 1916 között.

### Jéglabdázóként
A Budapesti Korcsolyázó Egylet jéglabdázója volt.

## Sikerei, díjai

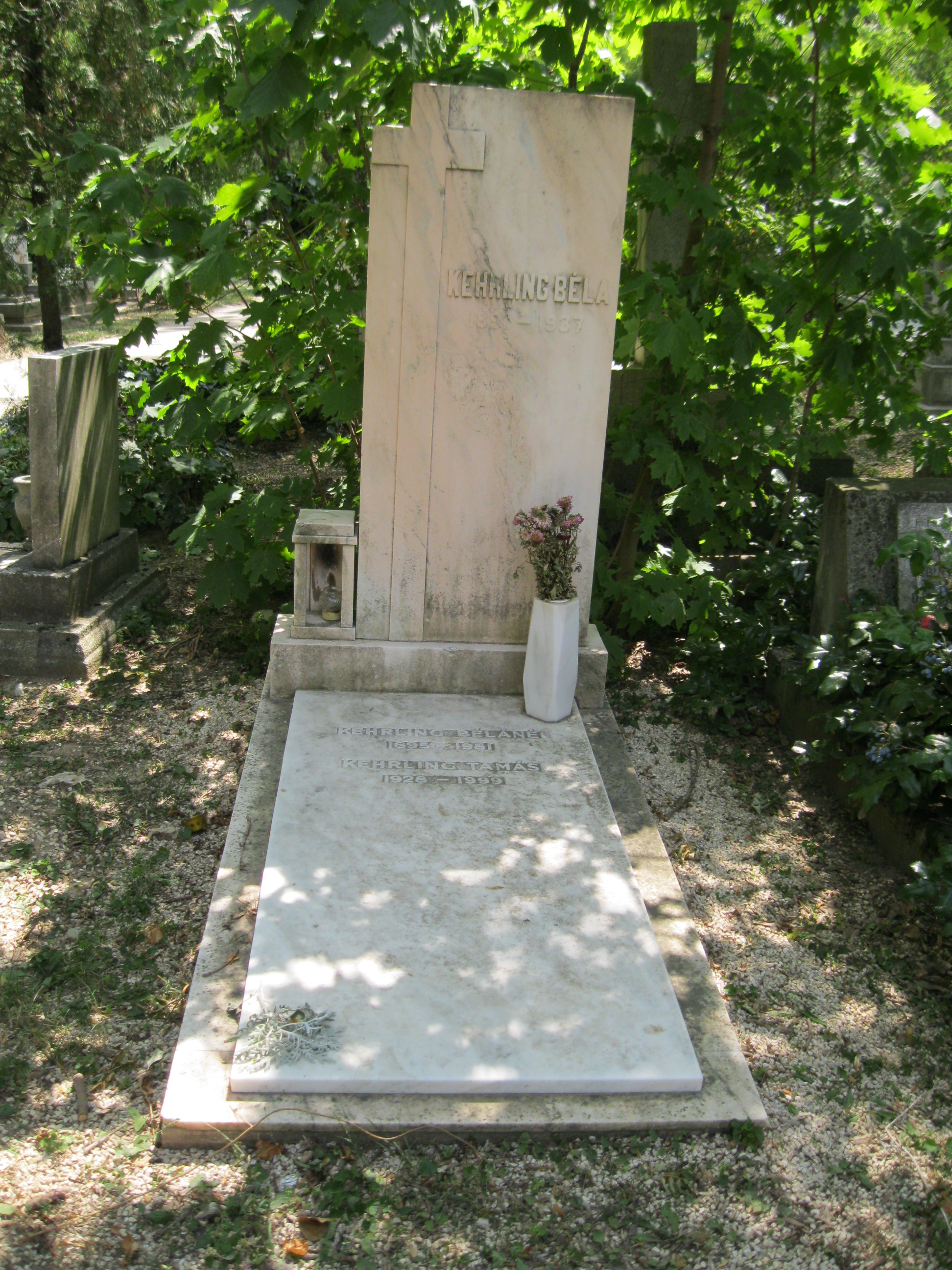
Kehrling Béla sírja a Farkasréti temetőben

### Teniszezőként
- Nem hivatalos világbajnokság
  - 3.: 1914 (férfi páros)
- Wimbledon
  - 3.: 1925, 1926 (férfi páros)
- Davis Kupa Európai Zóna
  - 3.: 1929 (csapat)
- Magyar bajnok (34 alkalommal)
  - egyes (16): 1912. 1913, 1914, 1920, 1921, 1922, 1923, 1924, 1925, 1926, 1927, 1928, 1929, 1930, 1931, 1932
  - férfi páros (12): 1913, 1914, 1920, 1921, 1922, 1923, 1926, 1927, 1928, 1930, 1932, 1933
  - vegyes páros (6): 1921, 1922, 1923, 1925, 1927, 1928
- Fedett pályás magyar bajnok (8 alkalommal)
  - egyes (3): 1923, 1924, 1932
  - férfi páros (2): 1923, 1924
  - vegyes páros (3): 1923, 1924, 1926
- Nemzetközi magyar bajnok (4 alkalommal)
  - egyes: 1931, 1932
  - férfi páros: 1932
  - vegyes páros: 1932
- Magyar csapatbajnok (2 alkalommal)
  - 1927, 1932
- Szlovák bajnok
  - egyes: 1920
- Osztrák bajnok
  - egyes: 1922
- Német bajnok
  - egyes: 1924
  - férfi páros: 1923, 1924, 1926

### Asztaliteniszezőként
- Világbajnokság:
  - aranyérmes: 1926 (csapat – Jacobi Roland, Mechlovits Zoltán, Pécsi Dániel)
  - ezüstérmes: 1926 (férfi páros)

### Labdarúgóként
- Magyar bajnokság
  - 4.: 1911–12, 1912–13

## Statisztika

### Mérkőzései a válogatottban
| Magyarország | Magyarország      | Magyarország              | Magyarország | Magyarország | Magyarország | Magyarország | Magyarország | Magyarország |
| #            | Dátum             | Helyszín                  | Hazai        | Eredmény     | Vendég       | Kiírás       | Gólok        | Esemény      |
| ------------ | ----------------- | ------------------------- | ------------ | ------------ | ------------ | ------------ | ------------ | ------------ |
| 1.           | 1914. október 4.  | Budapest, Üllői úti pálya | Magyarország | 2 – 2        | Ausztria     | barátságos   | -            |              |
| 2.           | 1914. november 8. | Bécs, WAC-Platz           | Ausztria     | 1 – 2        | Magyarország | barátságos   | -            |              |
| 3.           | 1915. október 3.  | Bécs, WAC-Platz           | Ausztria     | 4 – 2        | Magyarország | barátságos   | -            |              |
| 4.           | 1916. május 7.    | Bécs, WAC-Platz           | Ausztria     | 3 – 1        | Magyarország | barátságos   | -            |              |
|              | Összesen          |                           |              | 4            | mérkőzés     |              | 0            | gól          |

## Díjai, elismerései
- A MAC örökös bajnoka
- Signum Laudis (1932)[3][4]

## Halála
Szívnagyobbodásban szenvedett. Tíz éven keresztül betegeskedett. A főváros Farkasréten díszsírhelyet biztosított a temetésére. A szertartás kezdetekor az ország valamennyi teniszpályáján gyászszünetet tartottak.